# فورت إدوارد (نيويورك)
فورت إدوارد (بالإنجليزية: Fort Edward (town), New York)‏ هي بلدة أمريكية تقع في الولايات المتحدة في نيويورك (ولاية). يقدر عدد سكانها بـ 10,205 نسمة .